# Liga I 2010-11
A Primeira Divisão do Campeonato Romeno de Futebol da temporada 2010-2011 será a 93ª edição da principal divisão do futebol romeno. A disputa será com o mesmo regulamento dos anos anteriores, quando foi implementado o sistema de pontos corridos. Terá início em 24 de julho de 2010 e terminará em 21 de maio de 2011

## Participantes
| Astra Ploieşti            | Braşov                           | CFR Cluj                      | Dinamo Bucureşti                    | Gaz Metan Mediaş             | Gloria Bistriţa             |
| ------------------------- | -------------------------------- | ----------------------------- | ----------------------------------- | ---------------------------- | --------------------------- |
| Ploieşti                  | Braşov                           | Cluj-Napoca                   | Bucureşti                           | Mediaş                       | Bistriţa                    |
| Stadionul Astra           | Stadionul Silviu Ploeşteanu      | Dr. Constantin Rădulescu      | Stadionul Dinamo                    | Stadionul Gaz Metan          | Stadionul Gloria            |
| 10,000                    | 12,670                           | 23,500                        | 15,300                              | 8,000                        | 8,200                       |
|                           |                                  |                               |                                     |                              |                             |
| Oţelul Galaţi             | Pandurii Târgu Jiu               | Rapid Bucureşti               | Sportul Studenţesc                  | Steaua Bucureşti             | Târgu Mureş                 |
| Galaţi                    | Târgu Jiu                        | Bucureşti                     | Bucureşti                           | Bucureşti                    | Târgu Mureş                 |
| Stadionul Oţelul          | Stadionul Tudor Vladimirescu     | Giuleşti-Valentin Stănescu    | Stadionul Regie                     | Stadionul Steaua             | Stadionul Trans-Sil         |
| 13,932                    | 9,200                            | 19,100                        | 12,000                              | 27,557                       | 2,500                       |
|                           |                                  |                               |                                     |                              |                             |
| Timişoara                 | Unirea Urziceni                  | Universitatea Cluj            | Universitatea Craiova               | Vaslui                       | Victoria Brăneşti           |
| Timişoara                 | Urziceni                         | Cluj-Napoca                   | Craiova                             | Vaslui                       | Brăneşti                    |
| Stadionul Dan Păltinişanu | Stadionul Tineretului (Urziceni) | Stadionul Cetate (Alba Iulia) | Stadionul Municipal (Turnu Severin) | Stadionul Municipal (Vaslui) | Stadionul Municipal (Buzău) |
| 32,019                    | 7,000                            | 8,500                         | 20,054                              | 11,220                       | 18,000                      |
|                           |                                  |                               |                                     |                              |                             |

### Pessoal e patrocínio
| Equipe                | Treinador             | Capitão           | Material esportivo | Patrocinador da camisa |
| --------------------- | --------------------- | ----------------- | ------------------ | ---------------------- |
| Astra Ploieşti        | Mihai Stoichiţă       | Gheorghe Rohat    | Adidas             | InterAgro              |
| Braşov                | Daniel Isăilă         | Robert Ilyeş      | Puma               | Roman                  |
| CFR Cluj              | Andrea Mandorlini     | Cadú              | Joma               | EnergoBit              |
| Dinamo Bucureşti      | Ioan Andone           | Marius Niculae    | Nike               | Orange                 |
| Gaz Metan Mediaş      | Cristian Pustai       | Miloš Buchta      | Joma               | RomGaz                 |
| Gloria Bistriţa       | Laurenţiu Reghecampf  | Cristian Coroian  | Puma               | Darimex                |
| Oţelul Galaţi         | Dorinel Munteanu      | Sergiu Costin     | Masita             | ArcelorMittal          |
| Pandurii Târgu Jiu    | Marius Baciu          | TBA               | Umbro              | USMO                   |
| Rapid Bucureşti       | Marius Şumudică       | Marius Constantin | Puma               | TBA                    |
| Sportul Studenţesc    | Tibor Selymes         | Costin Curelea    | Lotto              | TBA                    |
| Steaua Bucureşti      | Victor Piţurcă        | Bănel Nicoliţă    | Nike               | TBA                    |
| Târgu Mureş           | Adrian Falub          | Sebastian Sfârlea | Joma               | TBA                    |
| Timişoara             | Vladimir Petrović     | Dan Alexa         | Lotto              | Balkan Petroleum       |
| Unirea Urziceni       | Ronny Levy            | George Galamaz    | Givova             | GreenCity              |
| Universitatea Cluj    | Cristian Dulca        | Florin Matache    | Nike               | Romprest               |
| Universitatea Craiova | Aurel Ţicleanu        | Andrei Prepeliţă  | Adidas             | Ediție Specială        |
| Vaslui                | Juan Ramón López Caro | TBA               | Adidas             | New Holland            |
| Victoria Brăneşti     | Ilie Stan             | Vasile Olariu     | Nike               | TBA                    |

## Classificação
| Campeão Romeno 2010-11 |
| ---------------------- |
| A definir              |

## Principais Artilheiros
| Jogador | Gols | Clube |
| ------- | ---- | ----- |